# Bristol Parkway
Bristol Parkway (Bristol Parkway railway station) – stacja kolejowa w Bristolu (administracyjnie leżąca jednak w hrabstwie Gloucestershire), w Anglii. Posiada 2 perony i obsługuje 1 414 120 pasażerów rocznie (dane za rok 2021/2022). Do jesieni 2017 istniały tu 3 krawędzie peronowe, oznaczone numerami 2, 3, 4, po przebudowie jednego z peronów dodano nową krawędź i nadano jej numer 1.